# Monte Matto
Monte Matto (fr. Cime de l'Argentera) – szczyt w Alpach Nadmorskich, części Alp Zachodnich. Leży w północnych Włoszech w regionie Piemont, blisko granicy z Francją. Góra ma kilka wierzchołków: Cima Est (3088 m), Cima Centrale (3097 m), Cima Bobba (3079 m) i Cima Verani (3050 m). Szczyt można zdobyć ze schroniska Rifugio Dante Livio Bianco (1910 m).
Pierwszego wejścia dokonali William Auguste Coolidge, Christian Almer starszy, Christian Almer młodszy 14 sierpnia 1879 r.